# Max Engelbrecht
Max Engelbrecht (* 12. Februar 1875 in Schlauroth; † nach 1933) war ein deutscher Verwaltungsjurist und wirkte als Regierungspräsident in Liegnitz.
Er trat zum 1. Dezember 1932 der NSDAP bei (Mitgliedsnummer 1.418.884).